# 塞山
46°34′01″N 7°27′41″E / 46.56684°N 7.4613°E

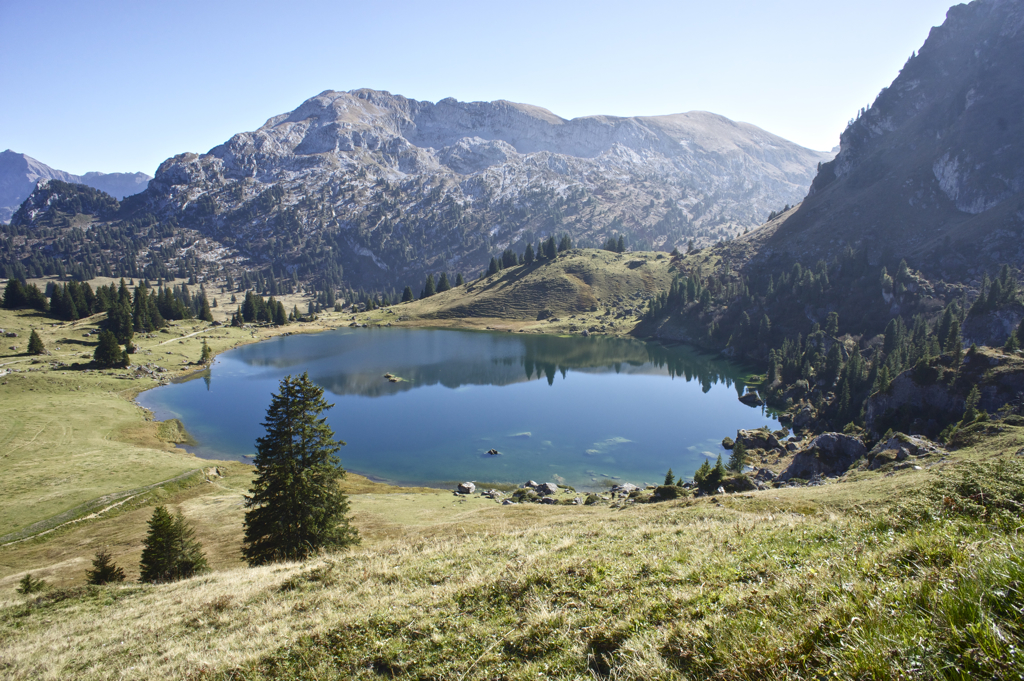

塞山（Seehorn），是瑞士的山峰，位於該國中部，由伯恩州負責管轄，屬於伯訥前阿爾卑斯山脈的一部分，距離施皮爾格特山3.2公里，海拔高度2,281米。